# Alfredo Braulio Wiechers
Alfredo Braulio Wiechers Pieretti (Ponce, 26 de marzo de 1881-Barcelona, 15 de julio de 1964) fue un arquitecto puertorriqueño. 

## Biografía
Era hijo de Georg Friederich Wiechers Klem, alemán de nacimiento y cónsul de Prusia en 1865, 1872 y 1874, e Isabel Pieretti Marsaud, de origen corso. Estudió en la École Spéciale d'Architecture de París, donde se tituló en 1905.
Tras su graduación, pasó un período de cuatro años en Barcelona, donde fue discípulo de Enric Sagnier y entró en contacto con el modernismo catalán. En 1908 casó con Carmen Gilet, ponceña de origen balear, en Barcelona; luego, en 1910, regresó a su natal Puerto Rico. 
Fue autor de varias obras de estilo modernista en Ponce, como la casa Pedro Schuk Grau (1911) y la casa Wiechers-Villaronga (1912, actual Museo de la Arquitectura Ponceña). Diseñó, asimismo, varias obras de importancia cívica. 
En 1918 regresó a Barcelona, aunque ya no ejerció de arquitecto al no tener licencia, además de un precario estado de salud. Murió en la Ciudad Condal el 15 de julio de 1964, siendo enterrado en el mausoleo de la familia Gilet en el cementerio de Montjuic.